# Tucunaré
O tucunaré (Cichla sp.), do tupi tukunaré, é um peixe presente nos rios da América do Sul, em especial do Brasil, também conhecida como tucunaré-açu, tucunaré-paca, tucunaré-pinima, tucunaré-pitanga, tucunaré-vermelho ou tucunaré-pretinho. Em inglês, é chamado de peacock bass.
Os tucunarés são peixes escamosos e de médio porte com comprimentos entre 30 centímetros e 1 metro. Todos apresentam como característica um ocelo redondo no pedúnculo caudal e são peixes ósseos.
Os tucunarés são sedentários e vivem em lagos, lagoas, rios, reservatórios e estuários, preferindo zonas de águas lentas ou paradas. Na época de reprodução formam casais que partilham a responsabilidade de proteger o ninho, ovos e juvenis. São peixes diurnos que se alimentam de qualquer coisa pequena que se movimenta e outros peixes e até pequenos crustáceos. Ao contrário da maioria dos peixes da Amazônia, os tucunarés perseguem a presa até conseguir o sucesso.
O tucunaré é um peixe popular em pesca desportiva. Por conta disso, uma série de espécies foi introduzida por várias bacias brasileiras e também em regiões fora do Brasil, como Flórida (EUA), Malásia, entre outros. A espécie C. orinocensis foi introduzida em Singapura com este mesmo propósito, mas com consequências trágicas para a fauna endêmica da região.

## Taxonomia

### Espécies
Segundo revisão proposta por Kullander e Ferreira, existem cerca de 15 espécies de tucunaré, entre as quais:
- Cichla intermedia
- Cichla jariina
- Cichla kelberi  (Tucunaré-amarelo)
- Cichla melaniae
- Cichla mirianae  (Tucunaré-fogo)
- Cichla nigromaculata
- Cichla monoculus  (Tucunaré-comum)
- Cichla ocellaris  (Tucunaretinga)
- Cichla orinocensis  (Tucunaré-do-orinoco)
- Cichla pinima  (Tucunaré-pinima)
- Cichla piquiti  (Tucunaré-azul)
- Cichla pleiozona
- Cichla temensis  (Tucunaré-açu)
- Cichla vazzoleri (Tucunaré-vazzoleri)

Porém, estudos mais recentes, envolvendo ferramentas moleculares, têm demonstrado que esse número de espécies é de apenas nove, pois há muita hibridização entre as espécies de tucunarés. Além disso, recentemente uma nova espécie foi descrita: Cichla cataractae para a região do rio Essequibo no norte da América do Sul.

## Ecologia e comportamento
Os tucunarés têm hábitos diurnos: eles dormem rente ao chão e apenas quando está escuro.
São peixes muito territorialistas, da família dos ciclídeos. Independente da espécie ou tamanho, eles enfrentam qualquer peixe para garantir seu território.

### Filhotes
Quando os filhotes nascem, eles têm três pintas pretas ao longo do corpo que, após algum tempo, passam a uma linha contínua. Apenas quando vão se tornando maiores (acima de alguns centímetros), eles começam a formar as barras verticais. Aliás, o pigmento dessas barras varia em função do estado de espírito do peixe. Quando as condições são bastante satisfatórias, elas são bastante ressaltadas.

### Peso e tamanho
Normalmente atingem de 50 cm ou 60 cm, mas já foram encontrados exemplares com mais de 70 cm. O peso fica entre 3 kg e 10 kg. Há registros de tucunarés com mais de 66,5 cm; o que parece ser o recorde. No Centro-Oeste do Brasil, na cidade de Caçu, em Goiás, no segundo torneio de pesca da cidade, da espécie Cichla piquiti,  chamado de tucunaré-azul, dos peixes encontrados nas represas do sul do Brasil todavia, apenas o azul e o amarelo são abundantes, e o peso médio dos peixes é de 1 a 3 kg.

### Habitat
O tucunaré é uma espécie territorial e relativamente sedentária, realizando migrações num perímetro de até 40 quilômetros de extensão. Distribui-se geograficamente entre as bacia Amazônica e Tocantins-Araguaia, mas foi introduzido nos reservatórios da bacia do Prata, no rio Paraná, em algumas áreas do Pantanal, no rio São Francisco, nos açudes do Nordeste e na Represa de Ribeirão das Lajes no Rio de Janeiro. Na bacia Amazônica, quando os rios estão com as águas baixas, o tucunaré perde a proteção da mata inundada (igapó ou mata de várzea), que só ocorre durante as cheias, tornando-o presa fácil de pescadores. Nas lagoas, durante o início da manhã e final do dia, quando a água já está mais fria, se alimentam próximo às margens. Quando a água esquenta, passam para o centro das lagoas. O tucunaré não aprecia águas correntes: então, em rios, pode ser encontrado em remansos. Nas represas, prefere viver junto às margens, nos locais onde podem ser encontradas “tranqueiras”, que no linguajar dos pescadores, são galhadas, plantas flutuantes e outras estruturas submersas que formam um refúgio. Em represas do estado de São Paulo, pescadores notaram um comportamento peculiar: a quase total falta de tucunarés grandes nas margens quando estas estão coalhadas com filhotes da espécie.

### Hábitos alimentares
O tucunaré é um peixe voraz, que ocupa os níveis superiores das cadeias alimentares dos rios. Alimenta-se de peixes adultos, filhotes, pitus e provavelmente toda sorte de insetos e aranhas que caiam na água. São caçadores ativos que perseguem a presa, ou seja, após iniciar o ataque, não desistem até conseguir capturá-las. Pescadores artesanais da represa de Três Marias, no rio São Francisco, citam que o Tucunaré come todos os outros (peixes). Este fato foi apontado por pescadores do reservatório de Furnas, médio Rio Grande, como sendo uma das principais causas da diminuição dos recursos pesqueiros, pois é uma espécie invasora. Pescadores experientes afirmam que a melhor época para a pesca do tucunaré é no período de desova, pois é nessa época que eles se encontram mais ariscos, atacando iscas por alimento, assim como por defesa dos filhotes.
O tucunaré é canibal, ou seja, alimenta-se de seu semelhante. Porém, somente o fazem quando são pequenos, apenas involuntariamente, quando não reconhecem os peixes da mesma espécie. Quando o filhote cresce e aparece a mancha redonda da cauda, não há mais canibalismo.

### Reprodução e Acasalamento
Estudos têm mostrando que o período de reprodução do tucunaré é longo. Nos açudes do Nordeste, há um pico de reprodução, que ocorre no inverno, quando as águas dos açudes ficam menos quentes.
Os tucunarés fazem uma espécie de ninho utilizando pequenas pedras. Normalmente, a fêmea fica tomando conta do local, enquanto o macho circula em volta para evitar a entrada de intrusos no seu raio de ação. Os filhotes de tucunaré são protegidos pelos pais até atingirem aproximadamente dois meses de idade e um comprimento médio de 6 cm. Enquanto estão protegidos pelos pais, os alevinos não possuem a pinta na cauda, uma das características mais marcantes no tucunaré. Nessa ocasião, predomina uma faixa preta longitudinal ao longo do corpo. Apenas quando se separam, começam a aparecer tanto a pinta como as listras verticais. Nessa ocasião, habitam as vegetações nas margens. Os filhotes, após serem abandonados pelos pais seguem aos milhares, em cardume, para regiões de águas quentes, se protegendo em locais de densa vegetação.
Durante a desova, normalmente o tucunaré se alimenta pouco, dedicando-se basicamente à proteção de seu ninho e, posteriormente, de suas crias. Durante este período, não é bom pegar-se o tucunaré porque ele está cuidando de seus filhotes. É interessante que nesta fase — especialmente na pesca com iscas artificiais —, o peixe, quando é pego, normalmente é fisgado por fora da boca, ou mesmo pelo corpo.

## Pesca
Os tucunarés são peixes que atraem pescadores por conta da dificuldade encontrada para capturá-los. Eles têm como habitat natural a bacia amazônica, porém ele foi introduzido nas represas do sudeste nos anos 80. Porém, impactos da sua presença nos sistemas onde foi introduzido pelo homem têm aumentado, demonstrando efeitos sobre o comportamento e padrão de distribuição de espécies nativas, além de redução da diversidade de peixes nesses locais. Isso trouxe alguns problemas, como o desaparecimento de algumas espécies do pantanal de Mato Grosso do Sul, em Corumbá, que passaram a ser capturadas pelos tucunarés. Hoje, a sua pesca torna-se cada vez mais difícil devido à poluição dos rios. Os tucunarés são peixes que atacam tanto iscas vivas como artificiais em movimento, pois elas lhes chamam a atenção.

## Informações adicionais
O tucunaré vive em cardumes ou é solitário?
Quando os peixes são pequenos, os cardumes são muito grandes. Ao atingirem um tamanho médio, o número passa a ser da ordem de duas dezenas ou pouco mais. Já adultos, em fase de acasalamento ou não, andam sozinhos ou em pares.
Esta tese é colocada quando se fala de tucunarés de rio, porque os tucunares de represas e lagos ficam em médios cardumes, nadando pelas margens e saída das águas das represas a procura de alimento, isto geralmente ocorre pela manha, e pela tarde no pôr do sol.
Como já foi observado pelo experiente pescador Antônio Milton da Silva (Miltinho/Arcos-MG), ao estarem em cardumes, o comportamento do tucunaré ao caçar suas presas se torna agressivo, quando se trata de caçar piabas e lambaris (peixes pequenos). Neste instante da caça, observa-se que as presas fogem e saltam fora d'água para tentar escapar das embocaduras. Observa-se também que esta espécie tem preferência para a reprodução em lugares com troncos, capins e arbustos subaquáticos. Ao chocar, não abandonam o ninho e o defendem a qualquer custo.